# Emanuel Heinrich Komers von Lindenbach

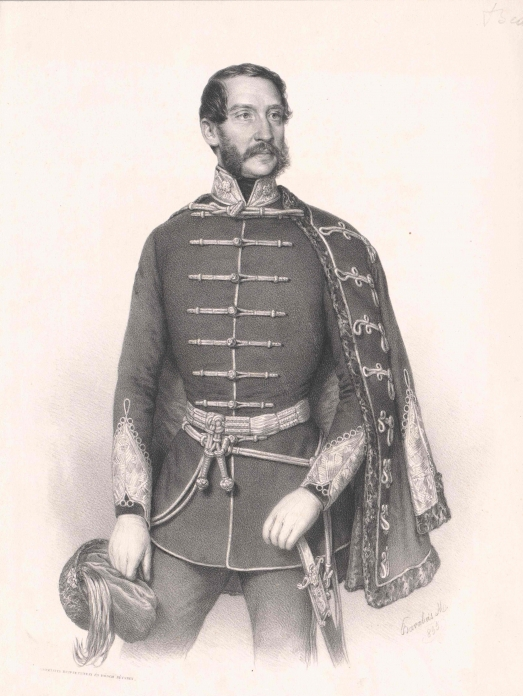
Emanuel Heinrich Komers

Freiherr Emanuel Heinrich Komers von Lindenbach (* 20. Dezember 1810 in Humpoletz, Böhmen; † 18. Jänner 1889 in Žáky, Böhmen) war ein österreichischer Jurist und Politiker, der unter anderem zwischen 1865 und 1867 Justizminister war.

## Leben
Emanuel Heinrich Komers von Lindenbach war ein Bruder des Agrarfachmanns Anton Emanuel von Komers sowie des Militärjuristen Karl Eduard von Komers. Der Jurist trat 1832 als Mitarbeiter des Militärauditoriat in den Staatsdienst und wurde 1849 als Major-Auditor zur Legislativkommission des Reichskriegsministeriums in Frankfurt am Main entsandt. 1850 wechselte er als Oberlandesgerichtsrat in Böhmen in den zivilen Staatsdienst und wurde 1854 Präsident des Landesgerichts Ofen sowie 1856 Präsident des Landesgerichts Pest. Im Anschluss wechselte er 1861 als Vizepräsident zum Oberlandesgericht Prag und übernahm 1863 den Posten als Präsident des Oberlandesgerichts Krakau.
Am 27. Juli 1865 wurde Komers von Lindenbach zum Justizminister ins Ministerium Belcredi berufen und bekleidete dieses Amt im Anschluss auch im Ministerium Beust bis zum 27. Juni 1867, woraufhin Anton Hye von Glunek seine Nachfolge antrat. Nach seinem Ausscheiden aus dem Ministerium fungierte er zwischen 1867 und seiner Pensionierung 1871 als Präsident des Oberlandesgerichts Lemberg. 1869 wurde er Freiherr.
Komers heiratete am 17. Februar 1838 Anna von Marenzeller (* 19. Dezember 1818). Das Paar hatte zwei Söhne:
- Camillo (* 2. Dezember 1839; † 21. April 1896), Feldmarschallleutnant ⚭ 1870 Marianne von Marenzeller (* 10. Juni 1844)
- Hugo (* 27. September 1841), Feldmarschallleutnant ⚭ 1876 Katharina von Marenzeller (* 12. April 1857)